# Cypridina
Genre
Cypridina est un genre de crustacés ostracodes.

## Liste d'espèces
Selon ITIS:
- Cypridina americana
- Cypridina megalops G. O. Sars, 1872

### Liste complète
La liste qui suit comporte des espèces considérées comme valables par d'autres sources que l'ITIS, mais aussi les espèces synonymes, obsolètes ou déplacées.
- Cypridina dorsocurvata
- Cypridina inermis
- Cypridina mariea (obsolète)
- Cypridina mediterrianea Claus
- Cypridina megalops G. O. Sars, 1872
- Cypridina nex Kornicker, 1992
- Cypridina noctiluca
- Cypridina norvegica Baird, 1860 — Vargula norvegica (Baird, 1860)
- Cypridina hilgendorfii — Vargula hilgendorfii
- Cypridina segrex Kornicker, 1992
- Cypridina serrata
- Cypridina sinuosa (Müller, 1906)
- Cypridina squamosa Mueller, 1894 — Skogsbergia squamosa (Mueller, 1894)

espèces fossiles
† Cypridina elegans Bosquet, 1847, une espèce éteinte trouvée dans la craie de Sichen (Maastrichtien), en belgique,